# WTA Swiss Open 1991
Lo WTA Swiss Open 1991 è stato un torneo di tennis giocato sulla terra rossa. È stata la 20ª edizione del torneo, che fa parte della categoria Tier IV nell'ambito del WTA Tour 1991. Si è giocato a Ginevra in Svizzera, dal 20 al 26 maggio 1991.

## Campionesse

### Singolare
Manuela Maleeva-Fragniere ha battuto in finale  Helen Kelesi con il punteggio di 6–3, 3–6, 6–3.

### Doppio
Nicole Bradtke /  Elizabeth Smylie hanno battuto in finale  Cathy Caverzasio /  Manuela Maleeva con il punteggio di 6–1, 6–2.